# Gladys Strum
Pour les articles homonymes, voir Strum.
Gladys Grace Mae Strum (4 février 1906-15 août 2005) est une femme politique fédérale et provincial canadienne de la Saskatchewan.
À titre de députée fédérale, elle représente la circonscription de Qu'Appelle à titre de députée du Parti social démocratique du Canada de 1945 à 1949.
À titre de députée provinciale, elle représente la circonscription de Saskatoon City à titre de députée Co-operative Commonwealth Federation (CCF) de 1960 à 1964.

## Biographie
Née à Gladstone au Manitoba, elle s'installe par la suite en Saskatchewan pour devenir enseignante.

## Carrière politique
Elle tente d'entamer une carrière politique en se présentant comme candidate du CCF dans la circonscription de Cannington en 1938 et en 1944, mais est défaite lors de ces deux occasions.
En 1944, elle devient présidente du CCF de la Saskatchewan et devient ainsi la première femme au Canada à occuper une telle fonction dans un parti politique provincial.
Élue sur la scène fédérale en 1940, elle est alors la cinquième femme siégeant à la Chambre des communes du Canada et la seule femme présente au parlement durant la 20e législature. Elle siège seulement un mandat, car elle est défaite en 1949 et à nouveau en 1953.
En 1960, elle est élue député provinciale de la Saskatchewan et devient la première femme à siéger à l'Assemblée législative provinciale.
Durant sa carrière politique, elle milite pour que le Canada accepte plus de réfugiés européens durant la Seconde Guerre mondiale et en particulier des enfants. Elle exprime d'ailleurs régulièrement son opinions en chambre en déclarant même que le Royaume-Uni acceptait plus de réfugié que le Canada durant la guerre.

## Vie personnelle
Elle épouse un président de commission scolaire, Warner Strum, en 1929 à Vanguard en Saskatchewan. Elle est mère de 11 enfants, parmi lesquelles 10 sont adoptés entre 1945 et 1947 et originaire de l'Espagne et de la Tchécoslovaquie.